# Rosario + Vampire
Rosario + Vampire (ロザリオとバンパイア?, Rozario to Banpaia) è un manga di Akihisa Ikeda pubblicato sulla rivista Monthly Shōnen Jump tra l'agosto 2004 e il giugno 2007, inoltre un capitolo extra è stato pubblicato in Weekly Shōnen Jump nel settembre 2007. I capitoli sono stati in seguito raccolti in 10 volumi tankōbon, pubblicati da Shūeisha. Un sequel intitolato Rosario + Vampire Season II (ロザリオとバンパイアseasonII?, Rozario to Banpaia season II), creato sempre da Akihisa Ikeda, è stato serializzato da novembre 2007 a marzo 2014 sulla Jump Square e in seguito raccolto in 14 volumi tankōbon.
Un adattamento anime è andato in onda in Giappone dal 3 gennaio al 27 marzo 2008. La seconda stagione, dal titolo Rosario + Vampire Capu2, trasmessa dal 2 ottobre al 24 dicembre 2008, continua la storia della prima stagione con l'introduzione di nuovi personaggi non presenti nel manga.
In Italia la Planeta De Agostini aveva acquistato in un primo tempo i diritti per la pubblicazione di Rosario + Vampire, che sono poi andati nel 2012 alla GP Publishing, la quale ne ha iniziato la pubblicazione a partire dal 22 luglio al 29 dicembre 2012 a cadenza mensile. Con l'acquisizione di GP Publishing da parte di Edizioni BD, la serie è proseguita sotto l'etichetta GP Manga dal 31 gennaio al 27 aprile 2013. L'edizione italiana di  Rosario + Vampire Season II è stata pubblicata sempre da GP Manga dal 28 settembre 2013 al 5 settembre 2015.

## Trama
Tsukune Aono è un normale studente di scuola superiore, che non è stato in grado di entrare in una scuola privata a causa dei suoi voti scadenti. L'unica scuola che finalmente lo accetta si rivela essere una scuola segreta per mostri soprannaturali e creature mitiche (yōkai), incarnati in esseri umani. Quando Tsukune viene ammesso nella scuola yōkai per errore, lui che ha ormai scoperto la vera natura di quel luogo, teme per la sua vita.
Comunque il ragazzo fa rapidamente amicizia con la bella Moka Akashiya, che si rivela essere una vampira, attratta dal dolce gusto del suo sangue. Mentre in un primo momento Moka rimane sconvolta nello scoprire che Tsukune è un normale essere umano, si rende in seguito conto che lui è il primo vero amico che abbia mai avuto.
Nonostante la natura di vampira, Moka è una ragazza gentile e Tsukune si innamora subito di lei così come Moka di lui. Tsukune decide quindi di rimanere vicino a lei, nonostante il pericolo. Per fare questo è costretto a nascondere la sua natura umana alla scuola e agli altri studenti per evitare conflitti con i vari mostri presenti nel campus. Tsukune scopre presto che quando toglie il "rosario" dal collo di Moka, lei si trasforma in un super-vampiro, più forte e più potente rispetto a qualsiasi altra creatura della scuola. Tuttavia, in questo stato, ha un carattere completamente diverso, diventa fredda e spietata, quindi Tsukune, che è l'unico a poter fare la cosa, ricorre a questo accorgimento solo in casi di estrema emergenza.

L'anno scolastico continua, e Tsukune viene pian piano accolto dagli altri studenti che, inizialmente ostili, alla fine diventano suoi grandi amici: Kurumu Kurono, succubus, Yukari Sendo, strega e studentessa più intelligente dell'Accademia, Ginei Morioka, studente del secondo anno, presidente del Club del Giornale della scuola, e lupo mannaro e infine Mizore Shirayuki, yuki-onna. Col passare del tempo, si scopriranno nella scuola pericolose organizzazioni, come Antitesi e Fairy Tale, quindi occorrerà combattere per cercare di mantenere la scuola e il mondo umano sicuri. Nel frattempo Tsukune inizia a subire delle trasformazioni per consolidare il suo ruolo di collegamento tra il mondo umano e mondo yōkai. 

Da sinistra verso destra: Kurumu Kurono, Tsukune Aono, Moka Akashiya; Moka sta facendo il Kapuchu a Tsukune

## Sviluppo
Akihisa Ikeda si è ispirato a Kaibutsu-kun e ne ha inserito alcuni riferimenti nella prima serializzazione del manga di Rosario + Vampire. In un'intervista durante Lucca Comics & Games 2012, Ikeda ha detto di essere un grande fan di Tim Burton, ispirandosi per questo alle sue opere, tra cui The Nightmare Before Christmas ed in particolare al film Edward mani di forbice, perché il mostro interpretato da Johnny Depp, nonostante il suo aspetto che incute un certo timore, ha un animo sensibile. Ha anche affermato di avere studiato vari tipi di mostri dalle enciclopedie e su Internet. Ha iniziato con la sua passione per i vampiri e il concetto di una bella ragazza vampira con un crocifisso al collo, per poi creare la scuola frequentata da mostri, Tsukune, e tutti gli altri. Accredita le belle ragazze con la popolarità della serie e ha aggiunto gli elementi di combattimento.

## Musica

### Rosario + Vampire
Sigla di apertura
- Cosmic Love di Nana Mizuki

Sigla di chiusura

Logo della prima stagione

- Dancing in the Velvet Moon di Nana Mizuki

Musica dei personaggi
- Akai Jōnetsu di Nana Mizuki
- Akai Sweet Pea di Nana Mizuki
- Nagisa no Melon Deka di Misato Fukuen
- Toki ni Ai wa di Misato Fukuen
- Magical Romance di Kimiko Koyama
- Delicate ni Suki Shite di Kimiko Koyama
- Yukidoke no Koigokoro di Rie Kugimiya
- Slow Motion di Rie Kugimiya
- Hanashikake Takatta di Saeko Chiba
- Tomodachi Da Yo di Saeko Chiba
- Tsumetai Rosario cantato da Nana Mizuki, Misato Fukuen, Kimiko Koyama, Rie Kugimiya e Saeko Chiba
- Toki wo koete no Kawa di Nana Mizuki, Misato Fukuen, Kimiko Koyama, Rie Kugimiya e Saeko Chiba

### Rosario + Vampire Capu2
Sigla di apertura

Logo della seconda stagione

- Discotheque (Discoteca) di Nana Mizuki

Sigla di chiusura
- Trinity Cross (Croce della Trinità) di Nana Mizuki

Musica dei personaggi
- Anata ni Kapuchu! di Nana Mizuki (episodio 6)
- Jounetsu ~DESIRE~ di Nana Mizuki (episodio 12)
- Yafunanoni di Misato Fukuen (episodio 3)
- Smile For Me di Misato Fukuen
- Majokka Onna no Ko di Kimiko Koyama (episodio 4)
- Sabishii Nategyo di Kimiko Koyama
- Snow Storm di Rie Kugimiya (episodio 3)
- Say Yes! bi Rie Kugimiya (episodio 5)
- Orange non Kaerimichi  di Saeko Chiba (episodio 8)
- Shinkokyuushite di Saeko Chiba
- Pojitibu Rokenroo di Chiwa Saito (episodio 9)
- Shiroi Honoo di Chiwa Saito (episodio 6)
- Watashi no Mono kureta di Nana Mizuki, Misato Fukuen, Kimiko Koyama, Rie Kugimiya e Saeko Chiba (episodio 13)
- Hyakuman Kai non Juuchi di Takehito Koyasu (episodio 10)
- Cosmic Love di Nana Mizuki (episodio 11)
- Jounetsu (DESIRE)  di Nana Mizuki (episodio 12)

## Videogiochi
Una visual novel intitolata Rosario to Vampire: Tanabata no Miss Yōkai Gakuen (ロザリオとバンパイア 七夕のミス陽海学園?, Rozario to Banpaia: Tanabata no Missu Yōkai Gakuen)) è stata sviluppata da Capcom e distribuita il 30 marzo 2008 per Nintendo DS. Una seconda visual novel intitolata Rosario to Vampire Capu 2: Koi to Yume no Kyousoukyoku (ロザリオとバンパイア CAPU2 恋と夢の狂想曲（ラプソディア)?, Rozario to Banpaia CAPU2: Koi to Yume no Rapusodia), sviluppata da Compile Heart, è stata distribuita per PlayStation 2 il 23 luglio 2009.

## Accoglienza
Nel settembre 2008, il secondo volume del manga è stato classificato tra i top 16 della BookScan. Il sito T.H.E.M Anime Reviews ha criticato l'anime per i suoi episodi stereotipati, a causa di un uso frequente del "monster-of-the-week". Sempre sullo stesso sito Moka è elogiata come il personaggio tra i più interessanti della serie, anche se sottoutilizzato. Nel dicembre 2008 Mizore Shirayuki ha vinto l'ottava edizione del "Cutest Anime Girl", sul sito americano All Anime World, eletta così personaggio più "kawaii" fra tutti gli anime dell'anno.